# Presezzo
Presezzo (lombardul: Prezès) település Olaszországban, Lombardia régióban, Bergamo megyében. Lakosainak száma 4767 fő (2023. január 1.). Presezzo Bonate Sopra, Mapello és Ponte San Pietro községekkel határos.

## Népesség
A település lakossága az elmúlt években az alábbi módon változott:
| Lakosok száma | 4898 | 4905 | 4767 |
|               | 2017 | 2018 | 2023 |